# Wielki Splendor
Wielki Splendor – nagroda przyznawana od 1988 roku przez Zespół Artystyczny Teatru Polskiego Radia dla aktorów-wykonawców słuchowisk radiowych, podsumowująca ich dokonania artystyczne. Jest dowodem uznania za wybitne kreacje w słuchowiskach oraz twórczy wkład na rzecz rozwoju i umacniania rangi radia artystycznego w Polsce.
Okazjonalnie przyznawany jest Honorowy Wielki Splendor za całokształt twórczości w dziedzinie reżyserii, pisarstwa radiowego lub kompozycji muzycznej.
Od 2006 roku przyznawany jest także Splendor Splendorów – nagroda specjalna dla wybitnych postaci kultury. Od 2011 roku Splendor Splendorów nosi imię Krzysztofa Zaleskiego.
Od 2010 roku przyznawana jest nagroda Tele-Splendor dla najbardziej telewizyjnego słuchowiska. Fundatorem nagrody jest Zarząd Telewizji Polskiej SA. Od 2011 roku Tele-Splendor nosi imię Włodzimierza Ławniczaka.
Laureatom jest wręczana statuetka autorstwa artystki rzeźbiarki Marii Kryńskiej-Kędzierskiej. Gale wręczenia nagród odbywają się w pierwszy poniedziałek grudnia każdego roku.

## Laureaci nagród
| rok  | Wielki Splendor                                  | Splendor Splendorów                                                                                  | Honorowy Wielki Splendor                                                                               | Tele-Splendor |
| ---- | ------------------------------------------------ | --- | --- | --- |
| 1988 | Bronisław Pawlik                                 | – | – | – |
| 1989 | Zofia Rysiówna                                   | – | – | – |
| 1990 | Zbigniew Zapasiewicz                             | – | – | – |
| 1991 | Gustaw Holoubek                                  | – | – | – |
| 1992 | Krzysztof Kowalewski                             | – | Zbigniew Kopalko                                                                                       | – |
| 1993 | Irena Kwiatkowska                                | – | – | – |
| 1994 | Aleksander Bardini                               | – | Juliusz Owidzki                                                                                        | – |
| 1995 | Joanna Jędryka                                   | – | – | – |
| 1996 | Franciszek Pieczka                               | – | Andrzej Mularczyk                                                                                      | – |
| 1997 | Anna Seniuk                                      | – | – | – |
| 1998 | Krzysztof Gosztyła                               | – | – | – |
| 1999 | Grażyna Barszczewska                             | – | – | – |
| 2000 | Adam Ferency                                     | – | – | – |
| 2001 | Stanisława Celińska                              | – | Andrzej Zakrzewski                                                                                     | – |
| 2002 | Krzysztof Wakuliński                             | – | Henryk Bardijewski                                                                                     | – |
| 2003 | Danuta Stenka                                    | – | – | – |
| 2004 | Marian Opania                                    | – | Wieńczysław Gliński                                                                                    | – |
| 2005 | Marta Lipińska                                   | – | Edward Pałłasz                                                                                         | – |
| 2006 | Mariusz Benoit                                   | Wiesław Michnikowski                                                                                 | Jerzy Górzański                                                                                        | – |
| 2007 | Wojciech Wysocki                                 | Mirosława Dubrawska                                                                                  | Kazimierz Orłoś                                                                                        | – |
| 2008 | Dorota Landowska                                 | Ignacy Gogolewski                                                                                    | – | – |
| 2009 | Krzysztof Kolberger                              | Stanisław Brudny                                                                                     | – | – |
| 2010 | Teresa Lipowska                                  | - Ludmiła Dobrowolska-Łączyńska - Kazimierz Kaczor                                                   | - Adam Marszałek - Marian Szałkowski                                                                   | Andrzej Bart za słuchowisko Boulevard Voltaire |
| 2011 | Henryk Talar                                     | Olgierd Łukaszewicz („za pasję, która inspiruje i za inspiracje, które poszerzają horyzonty sztuki”) | - Maria Chludzińska - Jacek Snopkiewicz („za łączenie historii ze współczesnością w swoich audycjach”) | Janusz Zaorski („za dar mówienia o tym, czego nie widać, za umiejętność pokazywania tego, czego nie słychać, za najbardziej telewizyjne słuchowisko”) |
| 2012 | Magdalena Zawadzka                               | Irena Jun („za poezję, która rodzi dobro i za dobro, które rodzi poezję".)                           | Piotr Moss                                                                                             | Janusz Głowacki („Za mądrą przyjaźń i za przyjazną mądrość")                                                                                          |
| 2013 | - Maria Pakulnis - Mariusz Bonaszewski           | Piotr Fronczewski                                                                                    | Anna Retmaniak                                                                                         | Piotr Müldner-Nieckowski |
| 2014 | - Teresa Budzisz-Krzyżanowska - Wiktor Zborowski | Jan Matyjaszkiewicz                                                                                  | Zofia Posmysz                                                                                          | Stanisław Brejdygant |
| 2015 | - Elżbieta Kępińska - Marcin Troński             | Wojciech Pszoniak                                                                                    | zespół artystyczny (twórcy i realizatorzy) powieści radiowej W Jezioranach                             | Ingmar Villqist |
| 2016 | - Ewa Wiśniewska - Andrzej Ferenc                | Henryk Rozen                                                                                         | zespół twórców i realizatorów powieści radiowej Matysiakowie                                           | Andrzej Zaorski |
| 2017 | - Elżbieta Kijowska - Jerzy Trela                | Jan Englert                                                                                          | Instytut Teatralny im. Zbigniewa Raszewskiego                                                          | Krzysztof Ścierański |
| 2018 | - Ewa Kania - Arkadiusz Bazak                    | Andrzej Seweryn                                                                                      | Teatr Telewizji Polskiej                                                                               | Ewa Dałkowska |
| 2019 | - Katarzyna Dąbrowska - Andrzej Mastalerz        | Krzysztof Globisz                                                                                    | Dialog                                                                                                 | – |
| 2020 | - Barbara Zielińska - Artur Barciś               | Marek Barbasiewicz                                                                                   | Wojciech Marczewski                                                                                    | – |
| 2021 | - Lucyna Malec - Jarosław Gajewski               | Włodzimierz Press                                                                                    | Marek Mazur                                                                                            | – |
| 2022 | - Marzena Trybała - Leszek Teleszyński           | Zdzisław Wardejn                                                                                     | Związek Artystów Scen Polskich                                                                         | – |
| 2023 | - Jadwiga Jankowska-Cieślak - Leon Charewicz     | Tomasz Marzecki                                                                                      | Stowarzyszenie Autorów ZAiKS                                                                           | – |